# غرغونة

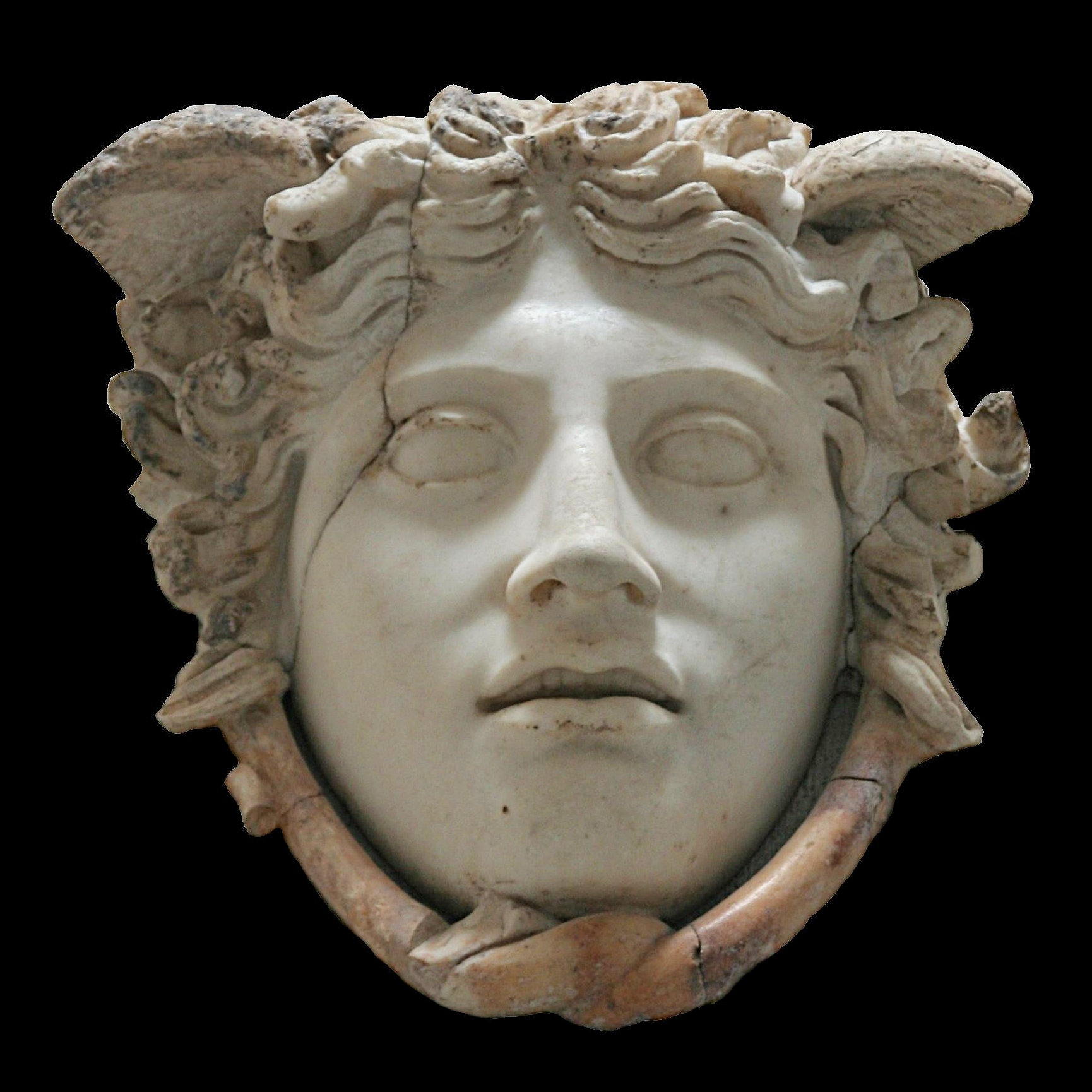
تمثال روماني من الرخام لمدوسا.

الغُرغونة في الأساطير الإغريقية، هي إحدى الأخوات الثلاث المُرعبات، شعورهنّ كانت من الأفاعي ونظراتهنّ تمسخُ الرائي حَجَرًا.
الغرغونات هي أسطورة إغريقية قديمة عن ثلاث أخوات أسطوريات، هُنّ: سيثنو وأيرلن وميدوسا، لهن شعر من ثعابين، ومظهر مرعب، ومن ينظر إليهن يتحول إلى حجر.
ويطلق أيضًا على المرأة القبيحة أو المخيفة غرغونة.

## تصوير الغرغونة

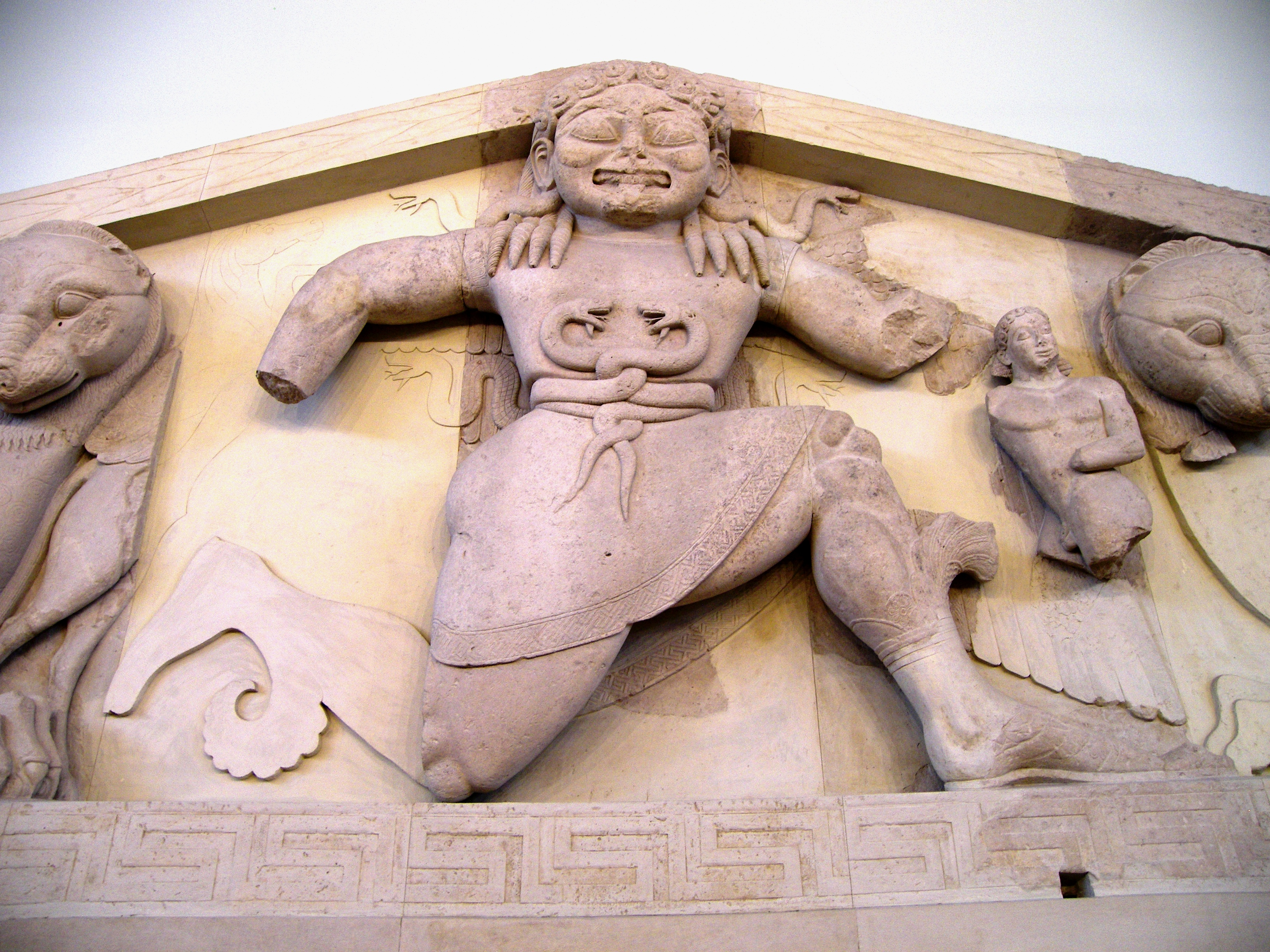
نحت للغرغونة على هيكل آرتميس.

دائماً كانت تصور الغرغونة بنصف آدمية ونصف مسخ، وكان لديهن القدرة إذا نظرن إللى أي آدمى وبخاصة الرجال فيحولونهم إلى أحجار، وكان الجورجون دائمًا يصور بصورة مخيفة مما تتضمنه من أجنحه ومخالب،
كُنّ يُصورنَّ بوجه ممتلئ بشعر وشارب أسد ليساعد أيضًا في اكتمال الصورة المرعبة لهن، وايضًا بفم كالمهرج يتدلى منه اللسان دائما وكأنهن في حالة لهاث مستمر، وفي بعض الصور يظهر لهن أنياب.
كل تلك التصويرات كان من شأنها أن تبعد مقارنة الجورجون – الموت – بعيدًا عن أي صورة بشرية له.
وكان للجورجون القناع (الرأس) هي أهم شيء وكان الجسد بلا أي أهمية – وذلك يفسر لماذا كان على بيرسيوس أن يفصل رأس ميدوسا عن الجسد -.
وعلى الرغم من أنهن كن يزرعن الرعب والموت في كل النفوس، لا يشعرن بأى من تلك الأحاسيس.

## قصة ميدوسا وبيرسيوس

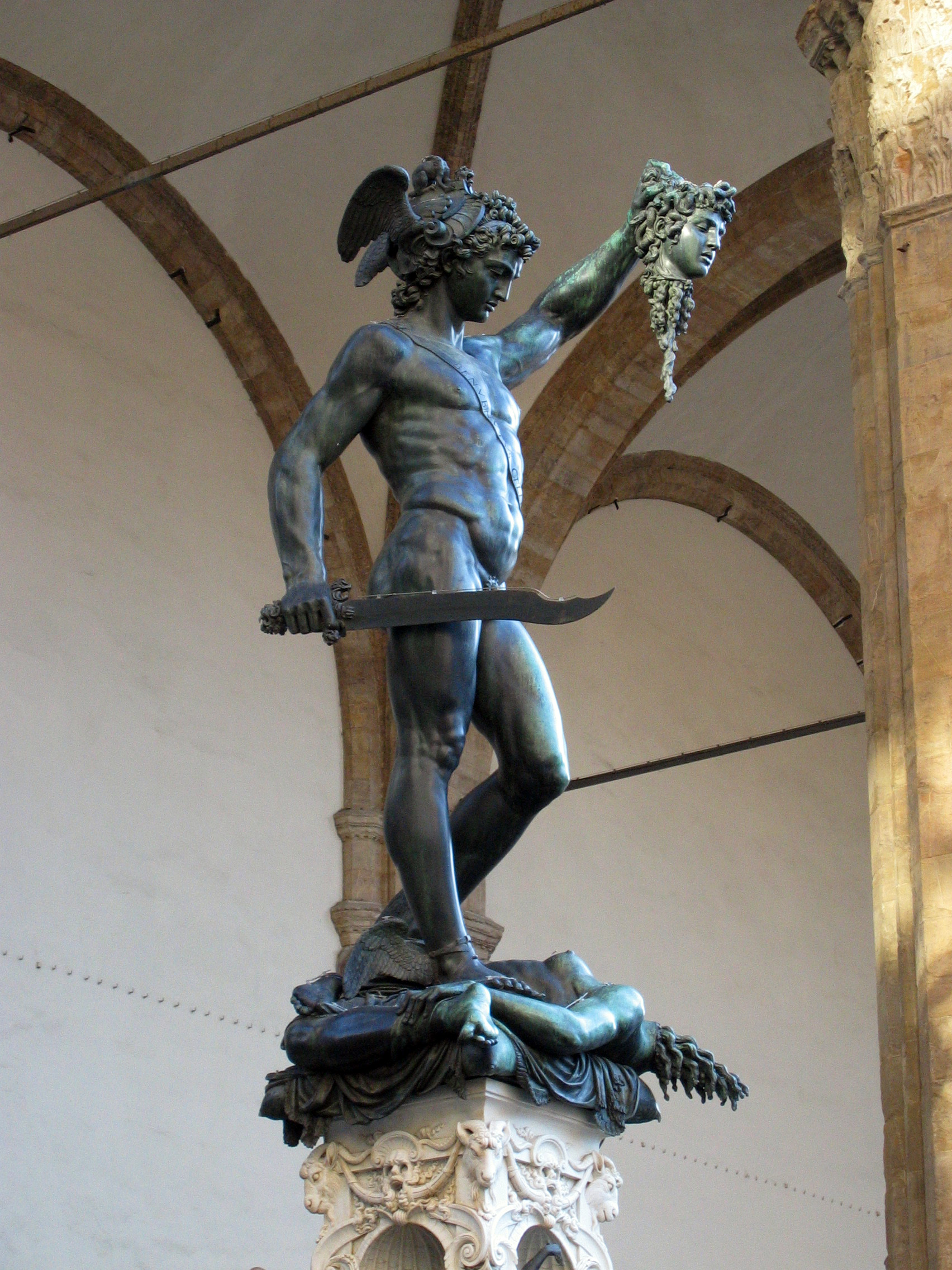
بيرسيوس ورأس مدوسا،بيرفنتيو سيللينى,1554

حين يأتي الحديث عن الجورجون دائمًا يتبادر للذهن قصة ميدوسا وبيرسيوس وصورة الأخير وهو يدق عنقها، لكن الجورجون كان يطلق على ثلاث فتيات كُنَّ يعملن راهبات في معبد أثينا، ولكن بعد أن مارس بوسيدون الجنس مع مدوسا غضبت أثينا غضبًا عظيمًا حولت في أثره الأخوات الثلات الجميلات إلى شكلهم المرعب المعروف.
ميدوسا كانت مختلفة عن أخواتها بتصويرها بوجه جميل وذلك قربها إلى الصورة البشرية منها إلى المسخ، ولكن كان بإمكانها إلقاء الرعب والموت في النفوس أيضًا.
لعب بيرسيوس الدور الرئيسى في أسطورة ميدوسا حيث واجه الموت لكى يقتلها، ولكن كان لايد أن يمتلك أربع أدوات بدونها لايستطيع إتمام ذلك، وهي:
1- سيف قوى وحاد بالدرجة الكافية لكى يقتلها من ضربة واحدة حتى لا تتمكن من القيام وإيقاعه في مصيدتها.
2- حذاء هرمس الذي يستطيع به الطيران.
3- خوذة هادس التي تغمره بالظلام – فيصبح وكأنه من الأموات - كى لا تراه الأخوات أثناء دخوله وخروجه.
4- الحقيبة التي يحمل فيها رأسها بحيث لا توذه ولا أحد آخر من قوة عينيها.
والحقيقة أن نجاحه في تلك المهمة جعل منه الشخص الذي هزم الموت، مما يجعل لا سلطان (قوة) للموت عليه وتدعم ذلك بارتدائه خوذة هادس (إله العالم السفلى).
ربما قصة الجورجون تم اختلاقها فقط لتساعد في تفسير رأس الجورجون على درع أثينا، أو كقصة أسطورية توضح الحرب بين ميدوسا الملكة الاستبدادية وبيرسيوس الذي تسلل إلى قصرها فقتلها ودشنه التاريخ والأسطورة كبطل حقيقى.

## الجورجون والموت

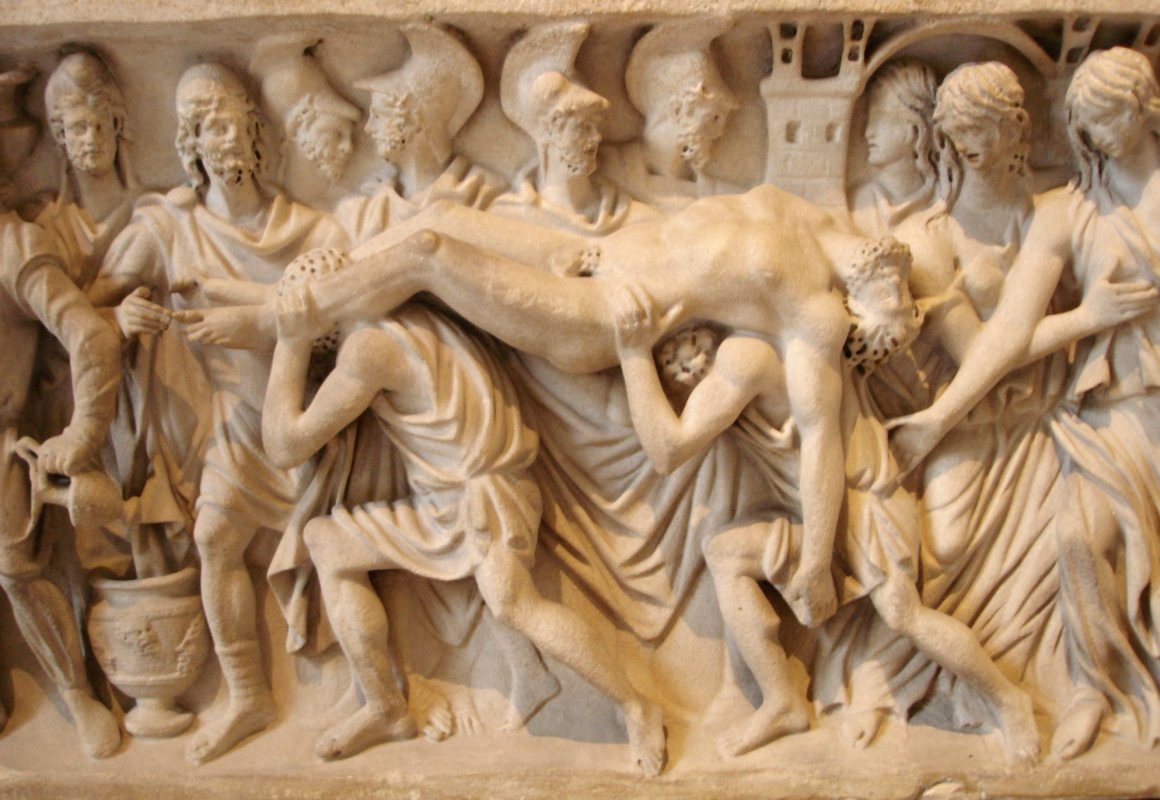
عودة جسد هكتور إلى روما

الجورجون وقناعهم يتوائمان دائما في التاريخ مع الخوف والموت، حيث آمن الإغريق أن هناك ثلاثة أشياء هي المكونات الأساسية للموت:
1. ثانتوس (ذكر)
2. كير (أنثى)
3. غرغونة (أنثى)
الأول كان هو ذكر الفريق وكان مختص بأخذ أرواح الأبطال الموتى في الحروب، ولذلك لم يكن يخافه الإغربق بل كانوا يبجلونه.
الأنثيين كانتا تحملان نفس القدر من الرعب في نفوس الأغريقيين، ويتأكد ذلك عبر تصويرهن المخيف في الميثولوجيا الإغريقية.
تظهر أيضًا قوة الجورجون في الحروب الإغريقية. حيث أن عديد من المحاربين يشعون وحشية الجورجون أثناء انهماكهم في المعارك. وأثناء حرب طروادة ظهر هكتور وآخيل بمظهرين مختلفين من مظاهر الجورجون،
حيث ظهر هكتور بتعبير وجه كالجورجون وشعره يتطاير ونظرته الثاقبة يلمع فيها الموت بينما ينهمك في المعركة فيلقى الرعب في قلوب الإغريق.
وعلى الجانب الآخر كان آخيل يطلق ثلاث صرخات حادة قبل الاندفاع في القتال كالتي كان يطلقها أخوات ميدوسا وهن يطاردن بيرسيوس بعد أن قتلها.

## معرض صور

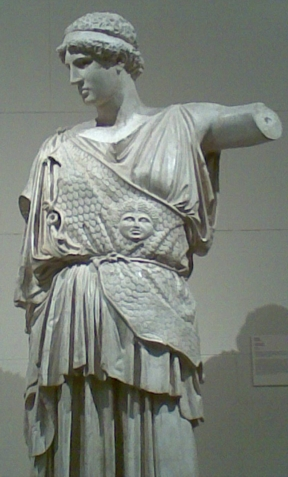
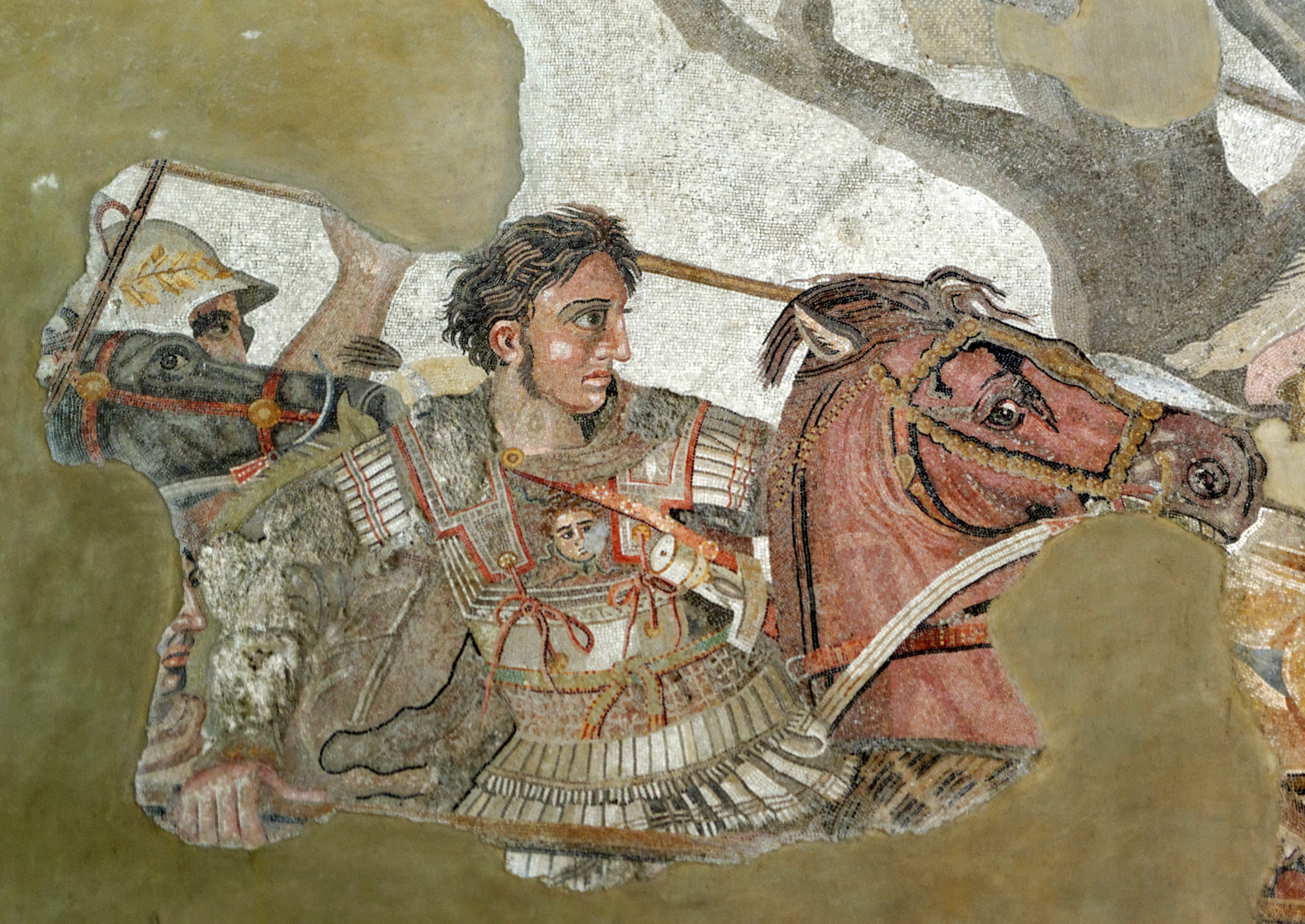
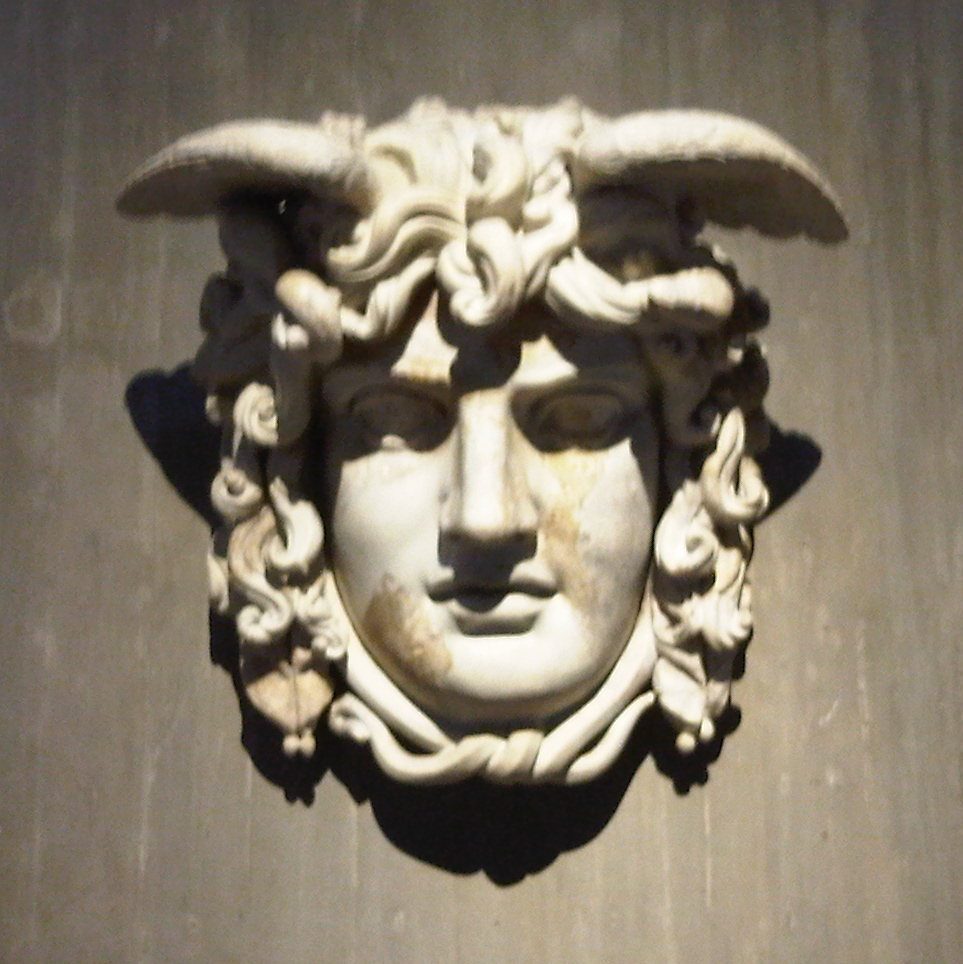